# 元詮
元詮（477年—512年4月29日），字休贤，河南郡洛阳县（今河南省洛阳市东）人，魏文成帝拓跋濬之孙，大司马、安乐王拓跋长乐之子，北魏宗室、官员。

## 生平
元诠年少時承袭了父亲的爵位安乐王，加号征西大将军，又加光爵，以原本的官职兼领太子中庶子。太和十八年（494年），北魏迁都洛阳，魏孝文帝元宏诏令元诠以光爵兼领员外散骑常侍，持虎符前往平城，安抚慰问留守尚书台的公卿，奉迎七庙前往洛阳。十八年（494年）九月，魏孝文帝亲自考核官员，他对中庶子游肇说：“自从建造承华宫，已经历一年，然而东宫的官员，没有说直言的人，虽然没过三年，事情必须考核罢黜。游肇和太子中舍人李平见识学问比较好，可列为中等；太子中舍人安乐王元诠可列为下中，解除东华的职务，降为员外散骑常侍；冯夙可列为下下，免中庶子，免去爵位两等，员外散骑常侍如故，中舍人闾贤保可为下下，降为武骑常侍。”魏宣武帝元恪初年，元诠出任持节、督凉州诸军事、冠军将军、凉州刺史，很快进号平西将军，在凉州贪污，政务靠行贿而成。正始三年（506年），中山王元英領兵攻打南梁，魏宣武帝诏令元诠出任使持节、都督南讨诸军事、平南将军，都督後發的軍隊前往淮南戰場。隔年（507年）參與了鍾離之戰的作戰，因为战功转任使持节、都督定州诸军事、平北将军、定州刺史。永平元年（508年）八月京兆王元愉準備起兵謀反，謊稱皇帝元恪已經被高肇殺害。北方諸州鎮皆懷疑朝廷發生政變，派遣使者觀察元詮的動靜。元詮以實情告知使者們，各州鎮才平靜下來。到了九月元愉在信都北方被元詮擊敗，退守信都後行冀州事李平、濟州刺史高植和元詮等將開始四面圍攻，但元愉仍突圍而出。事後改官侍中，兼以首告之功，除尚書左僕射。永平五年太岁壬辰三月廿八日戊午（512年4月29日），元诠在私人住宅中疾病发作去世，魏宣武帝诏令赐予最高等级的东园秘器，朝服一套，绢布七百匹，追赠使持节、骠骑将军、冀州刺史、尚书左仆射，安乐王如故，谥号武康，八月廿六日甲申（512年9月22日）葬于河阴县西芒山。

## 家庭

### 兄弟姐妹
- 晋宁公主，嫁北魏太子舍人崔夤

### 儿子
- 元鉴，北魏相州刺史、北讨大都督、兼尚书右仆射、北道行台、尚书令、安乐王
- 元斌之，西魏尚书令、颍川武襄王